# Baktriana Reef
Das Baktriana Reef (englisch, bulgarisch риф Бактриана rif Baktriana) ist ein 360 m langes, 40 m breites, flaches und felsiges Riff vor der Westküste von Snow Island im Archipel der Südlichen Shetlandinseln. Es liegt 2,96 km südwestlich des Byewater Point, 1,8 km nordwestlich des Esteverena Point und 2,7 km nordnordöstlich des Castle Rock. 
Britische Wissenschaftler kartierten das Riff 1968. Die bulgarische Kommission für Antarktische Geographische Namen benannte es im April 2021 nach seiner Ähnlichkeit mit den Höckern des Baktrischen Kamels.